# Defesa de Nuremberg

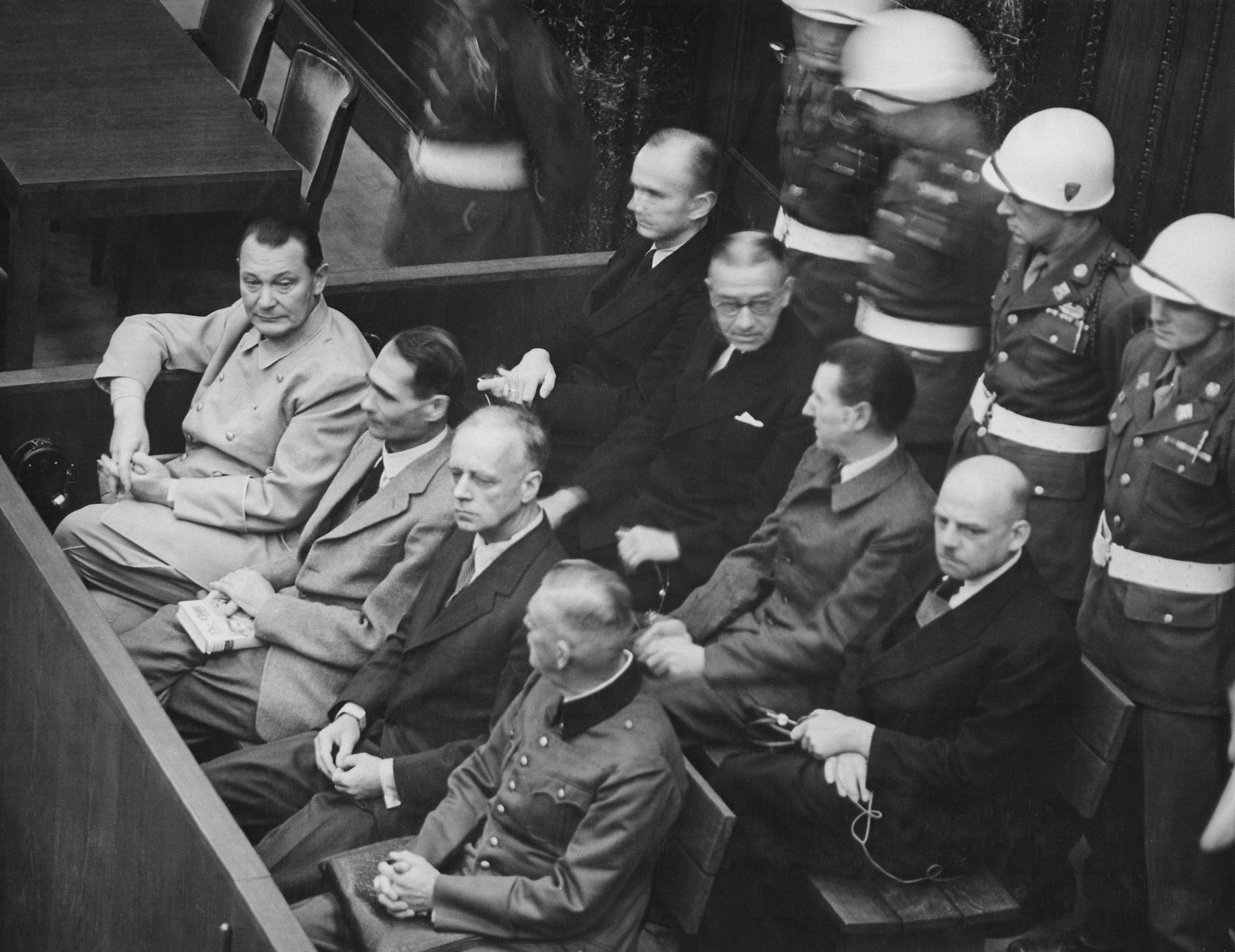
Acusados no banco dos réus durante os julgamentos de Nuremberg.

Defesa de Nuremberg (também chamada de "Ordens superiores" ou "Apenas cumprindo ordens") é uma alegação em um tribunal de que uma pessoa, seja um militar, policial, uma força de combate a incêndios ou a população civil, não deve ser considerada culpada pois o réu estaria "apenas cumprindo ordens", e por isso, não seria o responsável pelo delito.
Recebe este nome pois foi usada por muitos réus durante os julgamentos de Nuremberg de 1945-1946. Os julgamentos de Nuremberg foram uma série de tribunais militares, administrados pelos principais Aliados vitoriosos após a Segunda Guerra Mundial, principalmente para o julgamento de membros proeminentes da liderança política, militar e econômica da Alemanha Nazista derrotada. Tais julgamentos, de acordo com a Carta de Londres do Tribunal Militar Internacional que os estabeleceu, determinaram que a defesa de que o réu estava seguindo ordens superiores não era mais suficiente para escapar da punição, mas apenas o suficiente para diminuí-la.
Historicamente, o apelo a ordens superiores foi usado tanto antes como depois dos Julgamentos de Nuremberg, com uma notável falta de consistência em várias decisões.
Além do fundamento específico de ordens superiores, as discussões sobre como o conceito geral de ordens superiores deve ser usado, ou não deve ser usado, ocorreram em vários argumentos, decisões e estatutos que não necessariamente fizeram parte de "após o fato "julgamentos de crimes de guerra, estritamente falando. No entanto, essas discussões e eventos relacionados ajudam a explicar a evolução do fundamento específico de ordens superiores e a história de seu uso.